# Franciszek Szystowski
Franciszek Zygmunt Szystowski (ur. 8 grudnia 1898 w Windawie, zm. 17 sierpnia 1991 w Londynie) – podpułkownik broni pancernych Wojska Polskiego. Awansowany przez władze emigracyjne na pułkownika.

## Życiorys
Ukończył rosyjskie gimnazjum w Mińsku w 1914 r. Przez następne półtora roku był studentem piotrogrodzkiego Instytutu Inżynierów Komunikacji Cesarza Aleksandra I. Od 1 stycznia do 25 października 1917 r. służył jako strzelec w armii rosyjskiej, od 6 stycznia przydzielony do Dowództwa Oddziałów Samochodowych Frontu Zachodniego. 25 października 1917 r. ochotniczo wstąpił do korpusu polskiego generała Józefa Dowbora-Muśnickiego. Służył kolejno w 1. Polskim Oddziale Lotniczym, Dywizjonie Ułanów Obrony Mińska i 3. Pułku Ułanów. Po rozbrojeniu Korpusu przez Niemców w maju 1918 i demobilizacji, kontynuował przez jeden semestr studia w Baltische Technische Hochschule w Rydze. 17 marca 1919 zgłosił się do służby w Siłach Zbrojnych Polskich w byłym zaborze pruskim.
3 maja 1922 roku został zweryfikowany w stopniu porucznika ze starszeństwem z dniem 1 czerwca 1919 roku w korpusie oficerów kawalerii (w 1924 roku zajmował 159., a cztery lata później – 39. lokatę). Pełnił służbę w 15 pułku Ułanów Poznańskich w Poznaniu. 15 października 1926 roku został przydzielony do 3 szwadronu samochodów pancernych w Poznaniu, będącego organicznym pododdziałem 3 Dywizji Kawalerii, na stanowisko młodszego oficera szwadronu. W 1929 roku został dowódcą 3 szwadronu samochodów pancernych. 27 stycznia 1930 roku został awansowany na rotmistrza ze starszeństwem z dniem 1 stycznia 1930 roku i 15. lokatą w korpusie oficerów kawalerii. We wrześniu 1930 roku przeniesiony został do garnizonu Brześć, gdzie dowodzony przez niego szwadron wszedł w skład nowo utworzonego 1 dywizjonu samochodów pancernych. Z dniem 1 września 1931 roku został przeniesiony do 4 dywizjonu pancernego w Brześciu. 12 października 1931 roku skierowany został na jednomiesięczny Kurs Doskonalący Oficerów Broni Pancernych w Centrum Wyszkolenia Broni Pancernych. Od 1 grudnia 1934 roku do 1 kwietnia 1938 roku zajmował stanowisko szefa Wydziału Studiów Dowództwa Broni Pancernych. W latach 1927–1937 był członkiem Komitetu Redakcyjnego Przeglądu Wojskowo-Technicznego. Na stopień majora został mianowany ze starszeństwem z 19 marca 1937 roku i 10. lokatą w korpusie oficerów broni pancernych.
Podczas kampanii wrześniowej w stopniu majora był dowódcą 81 dywizjonu pancernego, z którym odbył szlak bojowy od Chojnic do okolic Buczacza 17 września 1939.
Przedostał się następnie do Wielkiej Brytanii. Od października 1940 do 1941 wchodził w skład Komisji Regulaminowej Broni Pancernej, zajmującej się tłumaczeniem regulaminów brytyjskich, następnie służył w referacie broni pancernej w Oddziale III Sztabu Naczelnego Wodza. W czerwcu 1942 roku został szefem nowo utworzonego Wydziału Broni Pancernej w Sztabie Naczelnego Wodza, przemianowanego jesienią 1944 roku na Szefostwo Broni Pancernej. 1 stycznia 1945 roku został mianowany podpułkownikiem.
Po wojnie, w marcu 1946 roku został komendantem Centrum Wyszkolenia Pancernego i Technicznego we Fraserburgh, działającego następnie w ramach Polskiego Korpusu Przysposobienia i Rozmieszczenia (jako Centrum Szkolenia Technicznego i Zawodowego), zlikwidowanego 1 października 1947 roku. Po demobilizacji pozostał na emigracji w Londynie, działał w polskich organizacjach kombatanckich. Był m.in. prezesem Zarządu Zrzeszenia Kół Oddziałowych Broni Pancernej. W 1964 roku został mianowany pułkownikiem.
27 maja 1978 został mianowany członkiem Wojskowej Komisji Orzekającej. Od 14 maja 1980 roku do 1 września 1989 roku był prezesem Najwyższej Izby Kontroli przy rządzie na uchodźstwie (zastąpił w 1980 roku generała Jana Berka). Jego następcą w emigracyjnej NIK został Stanisław Borczyk (przed nominacją Borczyka przez dwa miesiące pełnił obowiązki prezesa Bolesław Kotowski). Zmarł 17 sierpnia 1991 roku w Londynie.

## Rodzina
Był synem inżyniera komunikacji i hydrotechnika Mieczysława (1859–1915) i Władysławy z Knapskich (1869–1949). Miał dwie siostry Aldonę Helenę (1890–1912) i Grażynę Marię (1902–1978), oraz dwóch braci: zawodowych oficerów WP: Czesława Stefana (1893–1970), Edwarda Stanisława (1896–1939).

## Ordery i odznaczenia
- Krzyż Komandorski Orderu Odrodzenia Polski (11 listopada 1989)[11]
- Krzyż Niepodległości (17 września 1932)[12]
- Krzyż Oficerski Orderu Odrodzenia Polski (11 listopada 1973)[13]
- Krzyż Walecznych (pięciokrotnie: po raz pierwszy 31 grudnia 1920)[8]
- Złoty Krzyż Zasługi (10 listopada 1938)[14][8]
- Srebrny Krzyż Zasługi (10 listopada 1928)[15][8]
- Medal Pamiątkowy za Wojnę 1918–1921[8]
- Medal Dziesięciolecia Odzyskanej Niepodległości[8]
- Odznaka „Znak Pancerny” nr 286 (11 listopada 1933)[16]
- Krzyż Oficerski Orderu Miecza (Szwecja, 1937)[17]
- Krzyż Oficerski Orderu Krzyża Orła (Estonia, 1937)[18]
- Krzyż Oficerski Orderu Imperium Brytyjskiego (Wielka Brytania)[8]
- Medal Zwycięstwa („Médaille Interalliée”)[8]